# Электрон (ракета-носитель)
«Электрон» (англ. Electron) — ракета-носитель сверхлёгкого класса, разработанная новозеландским подразделением американской частной аэрокосмической компании Rocket Lab.
Предназначена для коммерческих запусков микро- и наноспутников, позволяет вывести полезную нагрузку массой до 150 кг на солнечно-синхронную орбиту высотой 500 км или до 250 кг на низкую околоземную орбиту. Стоимость запуска ракеты-носителя составляет от 4,9 до 6,6 млн долларов США. Её двигатели Резерфорд — первые практически используемые двигатели с электрическими насосами топлива и окислителя. Ракета эксплуатируется часто вместе с собственными разгонным блоком или платформой «Фотон». Хотя изначально ракета была одноразовой, компания работает над созданием многоразовой модификации и уже дважды смогла приводнить первую ступень в океане.

## Начало эксплуатации
Квалификационные огневые тесты обеих ступеней завершены в конце 2016 года. Первый испытательный полёт (неудачный: ракета достигла космоса, но не вышла на орбиту) состоялся 25 мая 2017 года.
В свой второй полёт 21 января 2018 Электрон успешно вывел три кубсата. Первый оплаченный полёт (третий по счёту) состоялся 11 ноября 2018 г.
Начиная со второго квартала 2017 года, в компании намерены с помощью ракеты-носителя производить ежеквартальные коммерческие запуски кубсатов на солнечно-синхронную орбиту, стандартный полёт будет вмещать два 12U, четыре 6U, десять 3U и четыре 1U-кубсата с суммарной стоимостью запуска около 6,5 млн долларов.

## Конструкция
Основные конструктивные элементы ракеты-носителя, несущий цилиндрический корпус и топливные баки обеих ступеней выполнены из углепластика и производятся компанией Rocket Lab на собственном заводе в Окленде, Новая Зеландия. Двигатели и авионика производятся в Калифорнии, США. Применение композиционных материалов позволило существенно снизить вес конструкции. Обе ступени ракеты-носителя используют в качестве компонентов топлива керосин (горючее) и жидкий кислород (окислитель)..

### Первая ступень
Высота ступени составляет 12,1 м, диаметр — 1,2 м, сухая масса — 950 кг. Вмещает до 9250 кг топлива.
Первая ступень оборудована девятью жидкостными ракетными двигателями «Резерфорд», схема расположения двигателей подобна первой ступени ракеты-носителя Falcon 9 — один центральный двигатель и 8 расположенных вокруг него.
Резерфорд — двигатель собственного производства Rocket Lab, все основные детали которого создаются способом 3D-печати. Насосный агрегат приводится двумя электродвигателями, питающимися от установленных на ступени 13 литий-полимерных аккумуляторов. Используются вентильные двигатели постоянного тока, каждый из которых развивает мощность около 37 кВт при скорости вращения 40 000 оборотов в минуту, что позволяет повышать давление в топливной магистрали от 0,2—0,3 МПа до 10—20 МПа.
Тяга ступени на старте составляет 162 кН и повышается до 192 кН в вакууме. Удельный импульс — 303 с. Время работы ступени — около 155 секунд..
Управление вектором тяги осуществляется одновременным отклонением всех 9 двигателей от центральной оси.
Отстыковка ступени производится с помощью пневматических механизмов, приводимых в действие с помощью сжатого гелия, который используется также для наддува баков.

#### Возвращение первой ступени

Схема возвращения первой ступени с помощью вертолёта

Компания работает над многоразовой моделью Электрона с 2018 года, и впервые объявила о своих планах 6 августа 2019. Как небольшое и недорогое средство вывода, Электрон не планировался многоразовым, однако, такие планы возникли после анализа информации с датчиков внутри носителя. Кроме того, многоразовость сможет позволить более частые запуски, используя уже летавшие экземпляры. Для компенсации дополнительной массы оборудования посадки мощность ракеты рассчитывали со временем увеличить. Поначалу задача заключалась в сборе данных и успешном прохождении плотных слоёв атмосферы, прозванных в компании «стеной». В целом, после прохождения «стены» планируется применить аэродинамический тормоз (о нём мало известно и компания не предоставляет подробную информацию), затем парашют-крыло (парафойл) до приводнения в океане. Начиная с десятого запуска запланировано использование обновлённой первой ступени с изменениями, направленными на возврат ступени. Изначально она будет опускаться на воду, в дальнейшем планируется её перехват в воздухе с использованием вертолёта.
После 11 полёта («Birds of a Feather») в середине февраля 2020 прошли испытания парашютов на небольшой высоте. В апреле 2020 компания опубликовала материалы успешного перехвата спускающейся ступени с помощью вертолёта, произведённого еще в марте. Опытный образец был поднят в воздух вертолётом, после чего в свободном падении раскрыл парашюты и был подхвачен вертолётом, несущим длинный крюк, на высоте 1500 м, а затем доставлен на землю.
В 16 полёте («Return to Sender») 20 ноября 2020 г. впервые удалось довести ступень целой до приводнения в Тихом океане. 
В полёте 32 («Catch Me If You Can») 4 ноября 2022 г. ракета была снабжена системой возвращения, задействовала её, однако вертолёт не смог приблизиться для захвата из-за потери телеметрии.

#### Модификации первой ступени
Изначально Электрон выводил максимальную нагрузку в 150—225 кг на 500-км солнечно-синхронную орбиту.
К августу 2020 Rocket Lab анонсировала увеличение полезной нагрузки Электрона до 225—300 кг, что объясняется увеличившейся ёмкостью электрических батарей; такое увеличение компенсирует дополнительную массу добавившихся посадочных устройств, или позволяет выводить большую нагрузку в межпланетных миссиях, если ракета-носитель расходуется, а не возвращается. Также были заявлены расширенные отсеки полезной нагрузки: диаметром 1,8 м (шире самой ракеты) и длиной 2,5 м.
Для достижения же многоразовости в конструкцию были внесены изменения: 
- полёты 6 («That’s a Funny Looking Cactus») и 7 («Make it Rain») несли датчики для сбора информации при подготовке многоразовости;
- полёт 8 («Look Ma No Hands») имел на борту инструментарий сбора данных Брутус (Brutus), способный выдержать приводнение;[14][29]
- полёт 10 («Running out of Fingers», декабрь 2019) был произведён на модернизированной ступени, которой можно было управлять при снижении, она содержала аппаратуру навигации, компьютеры управления полётом и антенны связи через спутники в C-диапазоне для передачи данных прямо во время спуска, а также реактивную систему управления для управления ориентацией ступени.[14][30] После разделения ступеней первая ступень была развернута на 180°. На протяжении всего спуска её направление и угол атаки управлялись для оптимальной защиты тепловым щитом в её основании. Ступень успешно преодолела вход в атмосферу, несмотря на полное отсутствие замедляющих механизмов, и приводнилась в океан с частичным разрушением на скорости 900 км/ч (250 м/с), как и планировалось[17][31] (для компании было важно не сохранить ступень целой, а испытать прохождение атмосферы[32]).
- в полёте 11 («Birds of a Feather») была выполнена аналогичная посадка[33][14]. Других таких тестов пока не планируется[21].

На 2023 г. rомпания модифицировала первую ступень ракеты для повторного использования, улучшив водонепроницаемость первой ступени (которая после использования опускается на парашюте в воду, откуда ее вылавливает корабль), также изменен способ подъёма ступени на судно и облегчена конструкция парашюта

### Вторая ступень
Длина составляет 2,4 м, диаметр — 1,2 м, сухая масса — 250 кг. Вмещает до 2150 кг топлива.
Вторая ступень использует один двигатель Rutherford, оптимизированный для максимально эффективной работы в вакууме и оборудованный увеличенным неохлаждаемым сопловым насадком. Тяга двигателя в вакууме составляет 22 кН, удельный импульс — 333 с.
Ступень оборудована тремя литий-ионными батареями для питания электропривода топливного насоса двигателя, 2 из них сбрасываются после исчерпания, позволяя снизить сухую массу ступени.
Контроль вектора тяги по тангажу и рысканию производится за счёт отклонения двигателя, контроль вращения и управление положением ступени осуществляется с помощью системы реактивных газовых сопел.
Вторая ступень оборудована приборным отсеком, в котором расположены системы управления ракеты-носителя, которые разработаны и произведены компанией Rocket Lab.

### Головной обтекатель
Ракета оборудована композитным обтекателем длиной 2,5 м, диаметром 1,2 м и массой около 50 кг.
Отличительной концепцией Rocket Lab является отделение процесса монтажа полезной нагрузки внутри обтекателя от сборки остальной ракеты. Это даёт возможность заказчикам, собственникам спутников, осуществлять интеграцию полезной нагрузки с адаптером и инкапсуляцию в обтекателе на своих предприятиях самостоятельно, а затем доставлять этот модуль в собранном виде к стартовой площадке, где он будет быстро интегрирован с ракетой.

### Третья ступень и «Фотон»
Компанией разработана опциональная третья ступень, разгонный блок (kick stage, KS), необходимый для выведения на круговые орбиты. Кроме того, ступень повышает точность выведения и делает это за меньшее время. Ступень содержит один двигатель «Кюри» (Curie) со способностью к многократному пуску, который использует не раскрытое «зелёное» топливо, и также изготавливается с помощью 3D-печати. Впервые такая ступень была применена на втором полёте Электрона. Она способна нести до 150 кг полезной нагрузки.
Компания разработала следующую версию третьей ступени — космическую платформу «Фотон» (Photon), ориентированную на лунные и межпланетные запуски. Такая версия способна нести до 30  кг на лунную орбиту.

### Модификация HASTE
Компанией Rocket Lab была разработана отдельная модификация носителя «Электрон», названная HASTE (Hypersonic Accelerator Suborbital Test Electron) и предназначенная для суборбитальных запусков. Этот вариант носителя имеет усиленную конструкцию, модифицированную третью ступень и допускает установку разных головных обтекателей, в зависимости от размеров запускаемой полезной нагрузки. Масса выводимой на суборбитальную траекторию полезной нагрузки может достигать 700 кг.  Использование одного и то же, с небольшими модификациями, носителя для разных типов пусков должно, по заявлению компании Rocket Lab, снизить его стоимость за счет увеличения объёмов производства. Запуски модифицикации HASTE планируется только с комплекса Rocket Lab LC-2 на космодроме Уоллопс. Первый пуск HASTE был произведён 17 июня 2023 года с прототипом гиперзвукового летательного аппарата.

## Стартовая площадка

### Rocket Lab LC-1

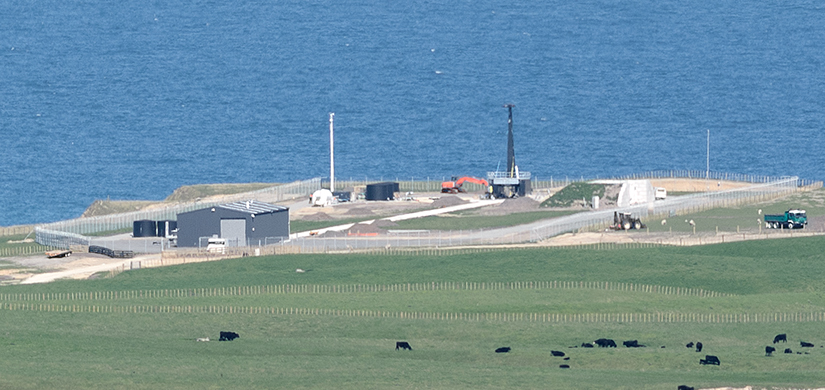
Стартовая площадка №1 на полуострове Махия

Изначально стартовый комплекс планировали разместить недалеко от новозеландского города Крайстчерч на Южном острове. Однако по экологическим требованиям место для площадки было перенесено на Северный остров.
Запуски ракеты-носителя Electron производятся со стартового комплекса англ. Rocket Lab Launch Complex 1, построенного на полуострове Махия, находящегося на восточном побережье Северного острова Новой Зеландии.
2 сентября 2016 года в 4:37 утра примерно в 100 км севернее стартовой площадки произошло землетрясение магнитудой 7,1. Стартовые сооружения и 50-тонная стартовая платформа не пострадали, что подтвердила пресс-секретарь компании Rocket Lab англ. Catherine Moreau Hammond.
Официальное открытие комплекса состоялось 26 сентября 2016 года. Лицензия на пусковую деятельность выдана на 30 лет и предполагает возможность запуска каждые 72 часа. Расположение комплекса позволяет выводить полезную нагрузку на орбиты с разным наклонением, в диапазоне от 39 до 98°.
Центр управления полётами расположен примерно в 500 км северо-западнее стартового комплекса в городе Окленд. Оборудование центра позволяет отслеживать 25 000 каналов данных передаваемых в реальном времени со стартового комплекса, ракеты-носителя и полезной нагрузки.
В декабре 2019 года начались работы по постройке второй стартовой площадки (Pad B) на стартовой комплексе LC-1, недалеко от первой площадки. Первый запуск с площадки LC-1B состоялся в мае 2022 года.

### Rocket Lab LC-2
В октябре 2018 года компания сообщила, что выбрала для постройки своего второго стартового комплекса Среднеатлантический региональный космопорт в полётном центре Уоллопс, штат Виргиния, США. Стартовый комплекс был официально открыт в декабре 2019 года, первый запуск состоялся 24 января 2023 года.

## Запуски

### По результатам миссии
- Неудача
- Успех
- Запланировано

### По стартовым площадкам
- Махия, LC-1A
- Махия, LC-1B
- MARS LC-2

## Сравнение с аналогами
| Название     | Организация-разработчик                                                      | Страна               | Максимальная полезная нагрузка, кг | Орбита       | Стоимость пуска, млн $ (год оценки) | Количество пусков                 |
| ------------ | ---------------------------------------------------------------------------- | -------------------- | ---------------------------------- | ------------ | ----------------------------------- | --------------------------------- |
| Электрон     | Rocket Lab                                                                   | США · Новая Зеландия | 150                                | ССО          | 4,9—6,6                             | 44 (02.2024)                      |
| Пегас        | Orbital Sciences Corporation                                                 | США                  | 443                                | НОО          | 40 (2014)                           | 45 (2021)                         |
| Super Strypi | Гавайский университет Сандийские национальные лаборатории Aerojet Rocketdyne | США                  | 250                                | ССО          | —                                   | 1 (2015)                          |
| SS-520-4     | IHI Aerospace                                                                | Япония               | 4                                  | НОО          | 3,5 (2017)                          | 2 (2018)                          |
| LauncherOne  | Virgin Orbit                                                                 | США                  | 300                                | ССО          | —                                   | 3 (2021)                          |
| Vector-R     | Vector Space Systems                                                         | США                  | 30—45                              | ССО          | 1,5—2                               | 0 (2018)                          |
| Vector-H     | Vector Space Systems                                                         | США                  | 125                                | ССО          | 3—3,5                               | 0 (2018)                          |
| Куайчжоу-1A  | CASIC                                                                        | Китай                | 250                                | ССО (500 км) | —                                   | 13 (2023)                         |
| Куайчжоу-1A  | CASIC                                                                        | Китай                | 200                                | ССО (700 км) | —                                   | 13 (2023)                         |
| Цзелун-1     | CASIC                                                                        | Китай                | 200                                | ССО (500 км) | —                                   | 1 (2019)                          |
| Цзелун-1     | CASIC                                                                        | Китай                | 150                                | ССО (700 км) | —                                   | 1 (2019)                          |
| Falcon 1     | SpaceX                                                                       | США                  | 420                                | НОО          | 7                                   | 5 (2009)                          |
| Falcon 1e    | SpaceX                                                                       | США                  | 1010                               | НОО          | 10,9                                | 0                                 |
| Rocket 3     | Astra Space                                                                  | США                  | 20-40                              | ССО (500 км) | 2,5                                 | 7 (2022)                          |
| Rocket 4     | Astra Space                                                                  | США                  | 600                                | НОО          | —                                   | 0 (2024)                          |
| Alpha        | Firefly Aerospace                                                            | США                  | 1030                               | НОО          | —                                   | 4 (2023)                          |
| Касед        | КСИР                                                                         | Иран                 | 50                                 | НОО          | —                                   | 3 (2023)                          |
| Каем-100     | КСИР                                                                         | Иран                 | 80                                 | НОО (500 км) | —                                   | 3, в т.ч. 1 суборбитальный (2024) |